# Samson en Gert (franchise)

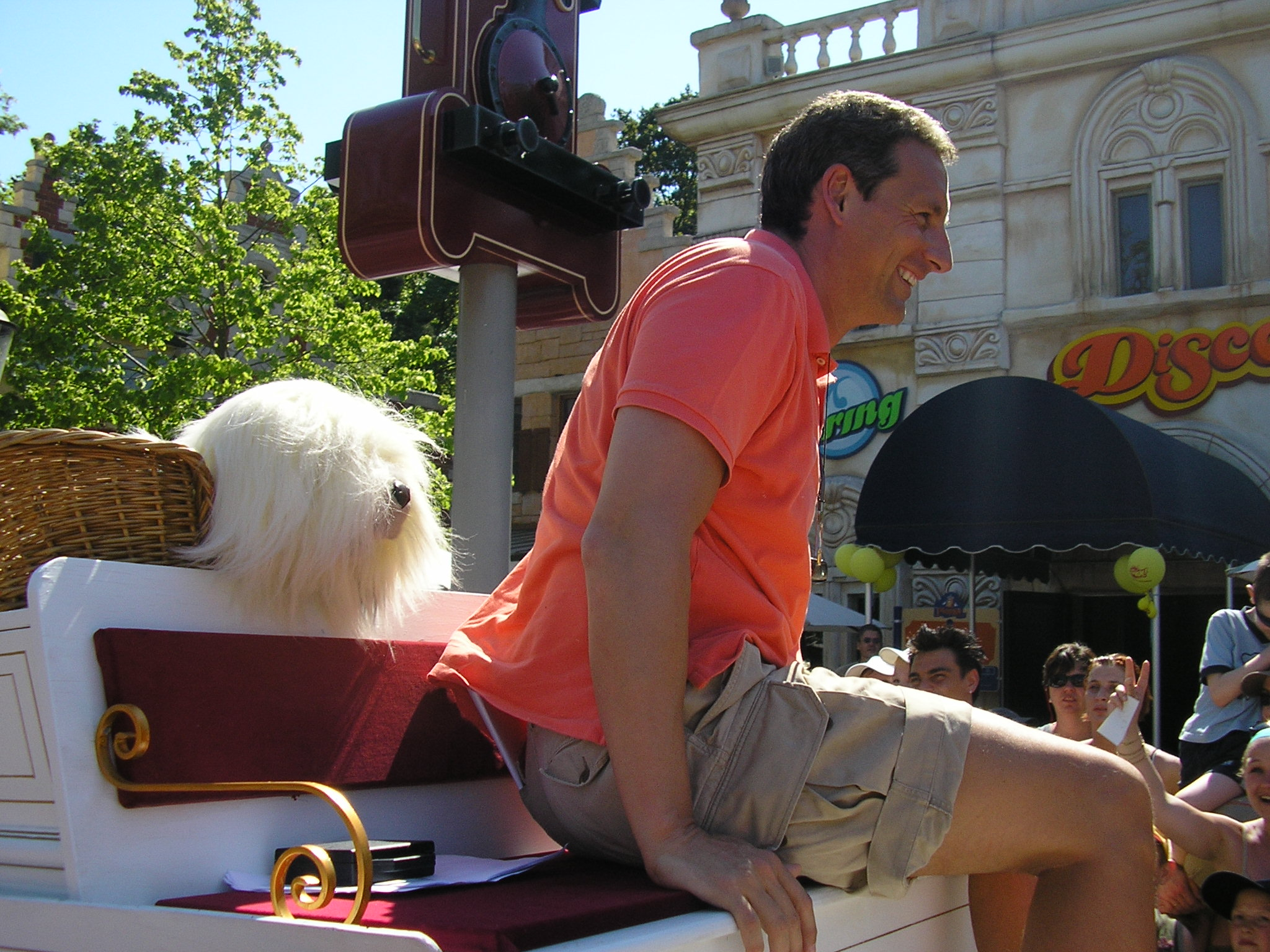
Samson en Gert bij de tiende verjaardag van Studio 100

Samson en Gert was een duo dat vooral bekendheid geniet van de gelijknamige televisieserie. De rol van Gert werd vertolkt door Gert Verhulst. Samson is een klapbekpop in de vorm van een hond, die bediend werd met de stem van Danny Verbiest, daarna Peter Thyssen en vervolgens Dirk Bosschaert. Na 30 jaar werd de franchise opgevolgd door Samson en Marie.

## Geschiedenis
Het titelduo Samson en Gert werd aan het einde van de jaren tachtig gecreëerd door Hans Bourlon, Danny Verbiest en Gert Verhulst. Die laatste was al enige tijd aan de slag als televisieomroeper en ter gelegenheid van de aankomende feestdagen zou hij zich vanaf 26 december 1989 laten vergezellen door zijn sprekende bearded collie met de naam Samson, vertolkt door Verbiest. Het duo werd zo populair dat het het daaropvolgende televisieseizoen al een eigen televisieserie kreeg, die twee keer per week werd uitgezonden.
In april 2019 kondigde Gert Verhulst aan dat hij later dat jaar zou gaan stoppen met het spelen van het personage Gert in de serie. Danny Verbiest, die Samson letterlijk een stem heeft gegeven, was toen al met pensioen. Studio 100 beloofde bij de aankondiging van het vertrek van Gert uit de serie, dat Samson niet van de televisie zou verdwijnen. Op 21 december 2019 bij de eerste voorstelling van de Samson & Gert Afscheidsshow werd Gerts dochter Marie Verhulst geïntroduceerd als het nieuwe baasje van Samson in de vervolgreeks Samson en Marie.

## Televisieserie
In 1990 startte een televisieserie op de BRT met Samson en Gert in de hoofdrollen. In het begin van de serie konden kijkers bellen naar het duo, maar wegens een stormloop aan telefoontjes werd dit al gauw weer afgevoerd. Na enkele seizoenen werd ook de interactie met de kijker geschrapt en evolueerde de serie tot een volwaardige televisieserie met echte verhaallijnen en plots.
Er werd in 2006 gestopt met de productie van nieuwe afleveringen. Eind 2014 werden dan toch weer een aantal nieuwe afleveringen ingeblikt, dit keer in een Ardens bungalowdecor in de sneeuw ter gelegenheid van Kerstmis. Deze afleveringen kregen de verzamelnaam "Samson en Gert Winterpret". In 2017 volgde de afleveringenreeks "Samson en Gert Zomerpret", waarin Samson en Gert met de burgemeester, Van Leemhuyzen en Alberto op een camping avonturen beleven.

### Fred et Samson
Fred et Samson is de Waalse versie van de televisieserie Samson en Gert. Ze wordt in Wallonië uitgezonden sinds 17 februari 2007.

## Film
In het najaar van 2007 werd de film van Samson en Gert opgenomen, die begin 2008 klaar was: Hotel op stelten. Een deel van de vaste cast speelde mee (Samson en Gert, Alberto, Octaaf, de Burgemeester en Van Leemhuyzen).

## Live-optredens

### Samson & Gert Zomershow
Samson en Gert voeren in de zomervakantie gedurende een paar weken elke dag de zomershow op in het Plopsa Theater in Plopsaland De Panne.

### Studio 100 Zomerfestival
Samson en Gert waren vanaf het begin (2002) van de partij bij het Studio 100 Zomerfestival.

### Throwback Thursday in het 'Sportpladijs'
In 2017 bestond Ketnet 20 jaar. Om dit feest te vieren organiseerden Ketnet en Studio 100 het eenmalige evenement Throwback Thursday in het 'Sportpladijs'.

### Samson & Gert Afscheidsshow
Nadat Gert in 2019 zijn afscheid aankondigde, werden er in het Studio 100 Pop-Up Theater in Puurs-Sint-Amands werd de jaarlijkse kerstshow als een afscheidsshow opgevoerd. Hierin werd Marie Verhulst tevens aangekondigd als Samsons nieuwe baasje. Vanwege de coronapandemie werden de afscheidsshows grotendeels verplaatst naar maart en april 2022, waar Gert op 16 april 2022, na 90 opvoeringen, definitief afscheid nam van het publiek.

## Merchandising

### Muziek
Doorheen de jaren zijn verschillende albums met muziek van Samson en Gert uitgebracht. Een van de bekendste liedjes is De allerliefste hond, dat in 1998 werd uitgebracht en enkele maanden later werd geïntroduceerd als het nieuwe introlied van de televisieserie.
Geregeld verschenen er ook cd-singles. Hieronder staan de singles die de Ultratop 50 bereikten vanaf 2006.
| Single met hitnotering(en) in de Vlaamse Ultratop 50 | Datum van verschijnen | Datum van binnenkomst | Hoogste positie | Aantal weken | Opmerkingen |
| ---------------------------------------------------- | --------------------- | --------------------- | --------------- | ------------ | ----------- |
| Yankee Doodle Dandee                                 | 2006                  | 15-07-2006            | 17              | 8            |             |
| Lieve Samson                                         | 01-12-2006            | 16-12-2006            | 7               | 11           |             |
| Naar zee                                             | 25-06-2007            | 2007                  | 18              | 6            |             |
| Heet                                                 | 30-06-2008            | 2008                  | 19              | 1            |             |
| Droom                                                | 25-10-2010            | 06-11-2010            | 11              | 5            |             |
| Wij gaan vliegen                                     | 12-06-2013            | 29-06-2013            | tip87           | 2            |             |

### Dvd's
| Muziek-dvd met eventuele hitnotering(en) in de Nederlandse Muziek Dvd Top 30 | Datum van verschijnen | Datum van binnenkomst | Hoogste positie | Aantal weken | Opmerkingen |
| ---------------------------------------------------------------------------- | --------------------- | --------------------- | --------------- | ------------ | ----------- |
| Winterpret                                                                   | 2015                  | 05-12-2015            | 10              | 7            |             |

### Stripreeks
Vanaf 1993 werd een stripreeks van Samson en Gert uitgebracht. Na 33 albums werd deze in 2005 stopgezet vanwege afnemend succes.

### Krant
De Samson & Gert Krant was een gratis bijlage bij Het Laatste Nieuws en De Nieuwe Gazet van 1996 tot 2000.

## Trivia
- In 2005 nam Danny Verbiest afscheid van het programma (en van Studio 100), vooral omdat de rol hem fysiek te zwaar begon te worden. Hij wilde ook meer gaan reizen en het productiehuis moest dus op zoek naar een nieuwe poppenspeler. Men koos voor Peter Thyssen, die eerder al gestalte gaf aan het varkentje Big (uit de VTM-jeugdserie Big en Betsy). Thyssen komt echter niet voor in de televisieserie omdat men toentertijd al was gestopt met de productie van nieuwe afleveringen. Zijn stem is wel te horen bij de verschillende 'live' optredens zoals de Kerstshow en in de nieuwe videoclips van Samson en Gert, waaronder Yankee doodle dandee, Lieve Samson en Naar Zee. Peter deed ook de stem en het poppenspel voor de film Hotel op stelten. In 2013 gaf hij de fakkel alweer door aan Dirk Bosschaert, die vooral bekendstaat als Berend Brokkenpap uit de Studio 100-reeks Piet Piraat.[1]